# Danmarks Tekniske Museum
Danmarks Tekniske Museum er et teknisk museum, der ligger Fabriksvej 25 i Helsingør. Det udstiller fly, veteranbiler, dampmaskiner, cykler, computere, telefoner og meget mere teknik på 8.000 kvadratmeter. I ferierne er der som regel særlige aktiviteter for børn. Udenfor er det på visse dage muligt at køre med minitog.

## Historie
Museet er oprettet i 1911 af Haandværkerforeningen i København og Industriforeningen. I årene efter 1911 overtog museet en række samlinger, der var grundlagt i 1800-tallet. Museet fik blandt andet samlingen fra Dansk Industrimuseum. Senere har Danmarks Tekniske Museum overtaget en række nyere samlinger fra nedlagte specialmuseer.
Oprindeligt var museet på Polyteknisk Læreanstalt i København. Senere tilkom en afdeling i Hellerup. I 1966-1969 flyttedes museet til Helsingør, I en til formålet konstrueret bygning på Nordre Strandvej. I 1984-1995 havde museet en afdeling i Aalborg. I dag er museet samlet i Helsingør Værfts tidligere støberi. Museet vil inden for en årrække flytte til Svanemølleværket i København.

## Galleri
- Niels Bohrs cyklotron.
- Hammelvognen fra 1888.
- Ellert fra 1987.
- Ambulance fra 1960 fra Zone-Redningskorpset.
- Passagerflyet Sven Viking fra 1943.
- TV-kameraer
- Omstillingsbord.
- Modeltog fra Märklin.